# Избори за народне посланике Републике Српске 1996.
Избори за народне посланике Републике Српске 1996. одржани су 14. септембра као дио општих избора у БиХ. Били су ово први директни избори за Народну скупштину Републике Српске. Гласало се на затвореним листама, а читава територија Републике Српске била је једна изборна јединица. Расподјела мандата вршила се примјеном просте (Херове) квоте и методом највећег остатка. Тако је формиран природни цензус од 1,2% који је добијен подјелом укупног броја гласова (100%) са укупним бројем мандата за додјелу (83), те политички субјекти који нису прешли ову изборну квоту нису могли учествовати у расподјели мандата.

## Резултати
Број важећих гласова био је 1.087.763 (96,02%), а неважећих 45.055 (3,98%). Побиједила је Српска демократска странка, освојивши апсолутну већину гласова и посланичких мандата на овим изборима.
| Српска демократска странка                         | 568.980   | 52,3 | 45 |
| Странка демократске акције                         | 177.388   | 16,3 | 14 |
| Народни савез за слободан мир                      | 125.372   | 11,5 | 10 |
| Српска радикална странка РС                        | 72.517    | 6,7  | 6  |
| Демократски патриотски блок РС                     | 32.895    | 3,0  | 2  |
| Странка за БиХ                                     | 25.593    | 2,4  | 2  |
| СДП БиХ, УБСД, ХСС, МБО                            | 22,329    | 2,1  | 2  |
| Српска странка Крајине и Посавине                  | 17.381    | 1,6  | 1  |
| Српска патриотска странка                          | 14.508    | 1,3  | 1  |
| остали                                             |           |      | -  |
| Укупно                                             | 1.087.763 | 100  | 83 |
| Неважећи гласови                                   | 45.055    | -    | -  |
| Извор: Статистички годишњак Републике Српске 2013. |           |      |    |

### Расподјела мандата
| СДС 45 СДА 14 НСзСМ 10 СРС РС 6 ДПБ РС 2 |  | СзБиХ 2 СДП БиХ, УБСД, ХСС, МБО 2 ССК 1 СПАС 1 |

### Поређење са првим сазивом
Први сазив Народне скупштине Републике Српске чинила су 83 од укупно 85 српских посланика који су изабрани у Скупштину СР БиХ на изборима 1990. године.